# Epigynopteryx bipunctaria
Epigynopteryx bipunctaria är en fjärilsart som beskrevs av Max Joseph Bastelberger 1909. Epigynopteryx bipunctaria ingår i släktet Epigynopteryx och familjen mätare. Inga underarter finns listade i Catalogue of Life.